# 梅若猶彦
梅若 猶彦（うめわか なおひこ、1958年-　）はシテ方観世流の能楽師で、芸術文化学の研究者である。

## 概説
1958年に梅若猶義の子として大阪府に生まれる。異母兄に梅若正二、梅若吉之丞 (5世)がいる。1981年に上智大学外国語学部卒業、1995年にはロンドン大学ロイヤル・ホロウェイ校で博士号を取得した。妻はレバノン出身の梅若マドレーヌ。父から手ほどきを受け、3歳から舞台に上がり、9歳で「土蜘蛛」のシテをこなす。能以外にも創作能の演出や現代劇の脚本制作にも積極的に取り組んでい、1988年にバチカンにて教皇ヨハネ・パウロ二世の前で演じた『イエズスの洗礼』をはじめ、2015年6月にパリにて現代劇『夢見るリア』に主演、同年12月にパリにて創作能『オンディーヌ』を演出した。また、1995年放送の日米加合作テレビ・ドラマ『ヒロシマ 原爆投下までの4か月』で昭和天皇役を演じた。ロンドン大学ロイヤルホロウェイ校客員教授、プリンストン大学客員芸術家、フィリピン大学ディリマン校客員教授、慶應義塾大学国際センター非常勤講師、文化庁文化交流使などを歴任し、静岡文化芸術大学名誉教授。

### 梅若マドレーヌ
梅若猶彦の妻。1958年2月28日、ベイルート生まれ。姉は石黒マリーローズ。1976年に戦火のレバノンを離れて日本のインターナショナルスクールで梅若猶彦と知り合う。英国レディング大学でコンピュータ・サイエンスを学び卒業。23歳で梅若猶彦と結婚。大阪大学大学院情報工学科中退、その後、東京大学大学院情報科学研究科（研究生）で研究を続ける。日本や世界各地で新作も含んだ能の舞台公演のプロデュースにかかわり、能の普及につとめる。レバノン国内の活発な芸術文化活動を取り上げたドキュメンタリー映画『明日になれば』ではプロデューサーを務め、同作品は2015年にレバノン文化省より文化推進功労賞を贈られた。著書に『レバノンから来た能楽師の妻』（岩波書店刊）がある。長女の梅若ソラヤは映像作家、長男の梅若猶巴は映像作家、カメラマンで、二人がディレクターを務め父猶彦を撮ったドキュメンタリー「父と能」がある。

## 関連書誌
- 「この人’88--梅若猶彦さんは」『聖母の騎士』第54巻第11号、コンベンツアル聖フランシスコ修道会聖母の騎士社、1988年11月、doi:10.11501/6081411。
- 「伝統、子育て、そして娘たち--身体行為と美」『家庭フォーラム』第2号、日本家庭教育学会、1998年4月、32-37頁、doi:10.11501/1853692、ISSN 1343-0890。
- 「歩」『クレジットエイジ』第20巻第2号、日本消費者金融協会、1999年1月、2頁、doi:10.11501/2889610。
- 「「リア」から能へ--内面性の逆噴射」『国際交流』第22巻第1号、国際交流基金、1999年10月、106-109頁、doi:10.11501/3466980、ISSN 0385-230X。
- 「伝統芸術におけるメタファーと身体--メタファーによる、半ば科学的伝承法の分析」『科学』第71巻第6号、岩波書店、2001年6月、785-788頁、ISSN 0022-7625。
- 「「能」The Inner World of the Noh」『日本バーチャルリアリティ学会誌』第6巻第1号、日本バーチャルリアリティ学会、2001年6月25日、34-36頁、ISSN 1342-6680、2024年12月30日閲覧。
- 「能楽の内面性：日本女子大学文化学会総会講演」『文化学研究』第12号、日本女子大学国際文化学会、2003年、1-8頁、ISSN 1341-1454。
- 『能楽への招待』岩波書店〈岩波新書〉、2003年1月。ISBN 4-00-430823-2。
- 「インターナショナルな活動としての伝統文化と教養」『国際化時代の教養論』上智大学、2004年4月。ISBN 4-324-07027-X。
- 「ロウソク能に至るまで：初代薪能プロジェクトチーム2001年の思い出、苦労話、等々」『文化と芸術：文化・芸術研究センターニュースレター』第7号、静岡文化芸術大学文化・芸術研究センター、2008年4月、6頁、2024年12月30日閲覧。
- 「世阿弥の秘伝書の極意をめぐって」『脳科学と芸術：恋う・癒す・究める』小泉英明、工作舎、2008年11月。ISBN 978-4-87502-414-9。
- 「読み物としての世阿弥の秘伝書：猿楽師の身体性の獲得に関する秘密」『温故知新：静岡文化芸術大学図書館・情報センターだより』第17号、静岡文化芸術大学図書館・情報センター、2010年12月、2頁、ISSN 1881-2848、2024年12月30日閲覧。
- 「SUAC＆SPAC連携事業」『文化と芸術：文化・芸術研究センターニュースレター』第29号、静岡文化芸術大学文化・芸術研究センター、2019年3月、3頁、2024年12月30日閲覧。
- 『竜宮小僧と随想』能楽書林〈梅若猶彦作品集1〉、2021年2月。

## 脚註